# مجموعه مورخان جنگ‌های صلیبی
مجموعه مورخان جنگ‌های صلیبی (لاتین: Recueil des historiens des croisades) که با نام اختصاری RHC یا R.H.C نیز شناخته می‌شود، این مجموعه عمده‌ای از چند هزار اسناد قرون وسطایی است که در طول جنگهای صلیبی نوشته شده‌است که مشتمل بر ترجمه تمام منابع قدیم لاتین، فرانسوی قدیم، عربی، یونانی، ارمنی، سریانی، عبری، گرجی، روسی و فارسی جنگ‌های صلیبی است که در شانزده مجلد، از سال ۱۸۴۱ تا ۱۹۰۶، به‌طور متناوب در پاریس تدوین شده‌است. این مجموعه در پنج بخش اصلی ارائه شده‌است:
- مورخان غربی ــ Historiens Occidentaux ــ در پنج جلد؛
- مورخان شرقی ــ Historiens Orientaux ــ در پنج جلد؛
- مورخان یونانی ــ Historiens Greces ــ در دو جلد؛
- اسناد و مدارک ارمنی ــ Documents Armeniens ــ در دو جلد؛
- قوانین، در دو جلد.[۲]